# Othmar Gamillscheg
Othmar Gamillscheg (* 1889 auf Gut Lusthof [heute Veselíčko], Gemeinde Alt Hart, Mähren; † 1947 bei Rio de Janeiro, Brasilien) war ein österreichischer Offizier und Rittmeister der k.u.k. Armee. Nach dem Ersten Weltkrieg trat er als Verfechter einer gezielten deutschösterreichischen Auswanderung nach Brasilien auf und gründete den Verein „Neue Heimat“ zur Auswanderung nach São Paulo. Nach Scheitern dieses Projekts wurde er Handelsvertreter für deutsche Firmen in Südamerika und arbeitete ab 1941 als Informant für die deutsche Abwehr. Im April 1942 wurde er vom US-Geheimdienst als Spion enttarnt und verhaftet. 1947 starb er in einem brasilianischen Gefängnis.

## Leben
Othmar Gamillscheg interessierte sich bereits vor dem Ersten Weltkrieg für die Auswanderung nach Südamerika und veröffentlichte 1912 die Schrift Vortrag des Rittmeisters Gamillscheg über sein Projekt einer organisierten Auswanderung. Der österreichische Schriftsteller Alfons Petzold, der ihm 1916 den Gedichtband Der stählerne Schrei widmete, war sein Schwager. Im Ersten Weltkrieg diente er als Rittmeister in der k.u.k. Armee. Vom Ausgang des Krieges und dem Zerfall der Habsburgermonarchie tief enttäuscht, kam er zu der Überzeugung, dass nun der Zeitpunkt zur Gründung einer österreichischen Siedlungskolonie gekommen sei. Vor allem die große Zahl der aus der Armee entlassenen und im revolutionsgeladenen Restösterreich nun Not leidenden Offiziere, sah er als Reservoir für sein Projekt an.

### „Aktion Gamillscheg“
Er gründete Ende 1918 den Verein „Nova Patria/Neue Heimat“. Er griff dabei handelspolitische Ziele der deutschnational geprägten österreichischen Kolonialgesellschaft auf, die ab 1902 versucht hatte, die Auswanderung deutschsprachiger Österreicher in bestimmte Gebiete zu kanalisieren, um dort neue Absatzmärkte für das Mutterland zu schaffen. Das Trauma des verlorenen Krieges nährte das Auswanderungsfieber und Gamillscheg konnte innerhalb weniger Monate 1000 Auswanderungswille um sich scharen, davon etwa 400 ehemalige Armeeangehörige. Im Mai 1919 reiste er auf Erkundungsfahrt nach Brasilien und nahm dort sogleich Verhandlungen mit Regierungsstellen und Siedlungsgesellschaften auf. Sein Ziel dabei war, im noch relativ dünn besiedelte Südbrasilien eine deutschsprachige Kolonie mit österreichischen Kriegsveteranen zu gründen, auch um der gleichzeitig stattfindenden italienischen Masseneinwanderung – dem ehemaligen Kriegsgegner Österreich-Ungarns – zuvorzukommen. Um die Überfahrt der meist mittellosen Emigranten zu finanzieren, wurden mit Hilfe der Soldatenorganisation „Silbernes Kreuz“ zwei Spendenaktionen in den Niederlanden, in Großbritannien, Schweden und der Schweiz durchgeführt. Da die brasilianische Regierung jedoch Bauern- und Handwerkerfamilien als Einwanderer wünschte, wurden in österreichischen Zeitungen Annoncen geschaltet, um für die meist ledigen Offiziere Frauen zu suchen. Propagandaorgan war dabei vor allem die Zeitschrift Der Auswanderer, die von mehreren österreichischer Auswanderervereinen herausgegeben wurde. Noch bevor Gamillscheg Verhandlungsergebnisse vorweisen konnte, reiste die erste Gruppe Auswanderungswilliger, ermuntert durch seine euphorischen Briefe, von Wien ab und schiffte sich im Oktober 1919 in Triest nach Brasilien ein. Überstürzt schloss er nun einen Vertrag mit der Regierung des Staates São Paulo über die Überlassung einer Kaffeeplantage am Rio Corumbataí ab.
Der Aufbau dieser Kolonie verzögerte sich jedoch und die ankommenden Österreicher ließen sich erst einmal im Stadtteil Braz von São Paulo nieder. Viele hatten erst auf der Überfahrt erfahren, dass in Brasilien Portugiesisch gesprochen wird und waren dementsprechend hilflos. Viele trugen noch halbmilitärische Kleidung und umgearbeitete k.u.k. Uniformen mit Militärstiefeln, was in der Stadt Aufsehen erregte. Erst nach sechs Monaten konnte mit der Zuteilung von Landparzellen begonnen werden. Die Arbeit auf der verwahrlosten Fazenda Boa Vista, die sich mitten im Busch befand, entmutigte jedoch viele der Eingewanderten, die umgehend die Kolonie verließen und zurück in die Küstenstädte strömten. Gleichzeitig kamen Anfang 1920 neue Kolonisten aus Österreich an, insgesamt 850 Personen. Das überstürzte Projekt blieb jedoch ein Misserfolg und eine geschlossene österreichische Siedlung in Südbrasilien kam nicht zu Stande.

### Handelsvertreter
Othmar Gamillscheg gab sein Projekt auf, blieb jedoch in São Paulo. Er nahm einen Posten bei einer Firma an, die Maschinen und Stahl aus Deutschland importierte. 1925 ging er für die Firma Junkers & Co. nach Deutschland und kehrte später als Direktor des Südamerikageschäfts für die Junkers Flugzeugwerke nach Brasilien zurück. Dort heiratete er eine Deutschbrasilianerin aus Minas Gerais, mit der er eine Tochter bekam. 1935 nahm er eine Anstellung bei den Röchling’schen Eisen- und Stahlwerken an und ging mit seiner Familie zurück nach Europa. Nach der Rückgliederung des Saargebiets an das Deutsche Reich hatte er anfangs Schwierigkeiten, sich an die neuen Verhältnisse anzupassen. Als jedoch 1939 der Zweite Weltkrieg ausbrach, meldete er sich freiwillig zur Wehrmacht. Im Dezember 1940 wurde er jedoch auf Grund seines Alters bereits wieder entlassen.

### Spion
Daraufhin bot er sich der Abwehr, dem deutschen Militär-Auslandsgeheimdienst, an, als Kundschafter zurück nach Brasilien zu gehen. Diese nahm die Gelegenheit freudig an und schickte ihn im Juli 1941 als Zivilist getarnt mit der italienischen Fluglinie LATI (Linee Aeree Transcontinentali Italiane) von Rom nach Brasilien. Dort sollte er US-amerikanische Schiffsbewegungen und den Flugverkehr auskundschaften und zurück ins Deutsche Reich berichten. Sein Deckname dabei war „Grillo“. Er nahm unmittelbar Kontakt zum AEG-Vertreter Albrecht Gustav Engels und Herbert von Heyer (Deckname „Humberto“) auf, beides von Wilhelm Canaris ausgesandte Spione der Abwehr. Sein Gehilfe und rechte Hand war der aus Rumänien stammende Adalberto Wamszer, der seit 1924 in Brasilien lebte. In Rio de Janeiro machte er Bekanntschaft mit einem Franzosen namens Pierre Leclerq, der Sympathien für Hitlerdeutschland zeigte und den Gamillscheg der Abwehr per Radio-Nachricht als Mitarbeiter empfahl. Diese war jedoch misstrauisch und lehnte ab.
Zu dieser Zeit war Brasilien noch neutral und die Regierung unter Präsident Vargas sogar deutschfreundlich eingestellt. Gamillscheg schickte regelmäßig Berichte nach Deutschland, knüpfte geheime Kontakte zu Informanten in Panama und Mosambik und entwickelte sogar sein eigenes Chiffriersystem. Nach dem Angriff auf Pearl Harbor wurden die brasilianischen Behörden jedoch zunehmend achsenfeindlicher. Heyer und einige weitere Informanten wurden verhaftet, wodurch der Radiokontakt nach Deutschland zeitweise unmöglich wurde. Es gelang ihm jedoch, geheime Karten der neu eingerichteten USAAF-Stützpunkte in Belém, Fortaleza und Recife über verschlüsselte Briefe an seine Frau in Kitzbühel zu schicken. Daneben nahm er Kontakt mit Geheimdienstmännern des ungarischen Horthy-Regimes um Elemen Nagy auf, mit deren Hilfe er indirekt wieder nach Deutschland funken konnte. Im März 1942 wurde jedoch Wamszer vom US-Geheimdienst verhaftet und gab beim Verhör den Namen Gamillschegs preis. Im April 1942 wurde er noch vor dem Eintritt Brasiliens in den Krieg enttarnt und festgenommen. Diese Situation verschlechterte sich für ihn im August 1942 weiter, als Brasilien nach deutschen und italienischen U-Bootangriffen auf dessen Handelsflotte und durch Druck der USA seine Neutralitätspolitik endgültig aufgab und auf Seiten der Alliierten in den Zweiten Weltkrieg einstieg. Er wurde zu 20 Jahren Gefängnis verurteilt und blieb als feindlicher Spion während des gesamten Krieges in brasilianischer Haft. Geschwächt und gealtert starb er 1947 in einem Gefängnis in der Nähe von Rio de Janeiro.

## Vermächtnis
Der Enthusiasmus Othmar Gamillschegs für eine österreichische Auswanderersiedlung in Südbrasilien beeinflusste später den Tiroler Politiker Andreas Thaler, der im Zuge der Weltwirtschaftskrise diese Idee wieder aufgriff und im Jahr 1933 das Dorf Dreizehnlinden im Bundesstaat Santa Catarina gegründete, das bis heute existiert.